# 3-я гвардейская общевойсковая армия
3-я гвардейская общевойсковая Луганско-Северодонецкая армия (сокр. 3 ОА) — оперативное объединение Сухопутных войск Российской Федерации.
Подразделения армии дислоцированы на территории Луганской области Украины, аннексированной Россией в 2022 году как Луганская Народная Республика.

## История

### Основание
Предшественником корпуса была Народная милиция Луганской Народной Республики, основой которой послужила Армия Юго-Востока. Однако официально Народная милиция была сформирована 7 октября 2014 года указом № 15 главы ЛНР Игоря Плотницкого, исполняющим обязанности Главнокомандующего стал Олег Бугров.

### Вторжение России в Украину
19 февраля 2022 года в ЛНР началась всеобщая мобилизация, в результате которой предприятиях региона призвали до 80 % сотрудников.
24 февраля 2022 года началось вторжение России на территорию Украины, в котором армейский корпус принимает участие по сей день.
После аннексии оккупированной территории Луганской области Российской Федерацией 30 сентября 2022 года, Государственная Дума РФ 3 октября одобрила закон, предусматривающий обязательную интеграцию вооружённых формирований в состав российских вооружённых сил задним числом.
31 декабря 2022 2-й армейский корпус официально включён в состав Вооружённых сил Российской Федерации под наименованием 2-й гвардейский Луганско-Северодонецкий армейский корпус. Находился в составе 8-й гвардейской общевойсковой армии
На август 2023 года командует корпусом генерал-майор Овчаров Дмитрий Сергеевич (1974 года рождения).
В 2024 году армейский корпус преобразован в общевойсковую армию.

## Состав

### 2023 год
- Управление корпуса
- 4-я отдельная гвардейская мотострелковая бригада[11]
- 6-я отдельная гвардейская мотострелковая Лисичанская казачья бригада имени М. И. Платова[11]
- 7-я отдельная гвардейская мотострелковая Чистяковская бригада[11]
- 85-я отдельная мотострелковая бригада[12]
- 88-я отдельная мотострелковая бригада[13]
- 123-я отдельная гвардейская мотострелковая ордена Доблести бригада имени К. Е. Ворошилова[14]
- 2-я гвардейская артиллерийская бригада[15]